# بو هورفات
بو هورفات هو لاعب هوكي الجليد كندي، ولد في 5 أبريل 1995 في West Elgin, Ontario ‏ في كندا.

## وصلات خارجية
- بو هورفات على موقع دوري الهوكي الوطني (الإنجليزية)
- بو هورفات على موقع EliteProspects.com (الإنجليزية)
- بو هورفات على موقع HockeyDB.com (الإنجليزية)
- بو هورفات على موقع Hockey-Reference.com (الإنجليزية)